# 페르가몬 박물관
페르가몬 박물관(독일어: Pergamonmuseum)은 독일 베를린의 박물관섬 안에 위치해 있다. 이곳은 알프레트 메셀과 루트비히 호프만에 의해 설계되었으며, 1910년부터 1930년까지 약 20년에 걸쳐 완공되었다. 내부에는 제우스의 대제단 (또는 '페르가몬 제단')을 비롯한 밀레토스의 시장문, 이슈타르 문 등 기념비적 건축물들이 유적지 현지에서 출토된 그대로 옮겨져, 실제 크기로 재건되어 전시되어 있다. 이에 따라 전시품의 소유권에 관한 국가간 법적 논쟁에 휘말려 있기도 하다.
고대 그리스·로마 유물 및 중동 지역에서 출토된 유물과 이슬람 유물들도 소장하고 있다. 박물관 추산으로 매년 85만명이 방문하고 있으며, 2006년 현재 독일에서 가장 많은 사람들이 방문하는 박물관이다.

## 기원

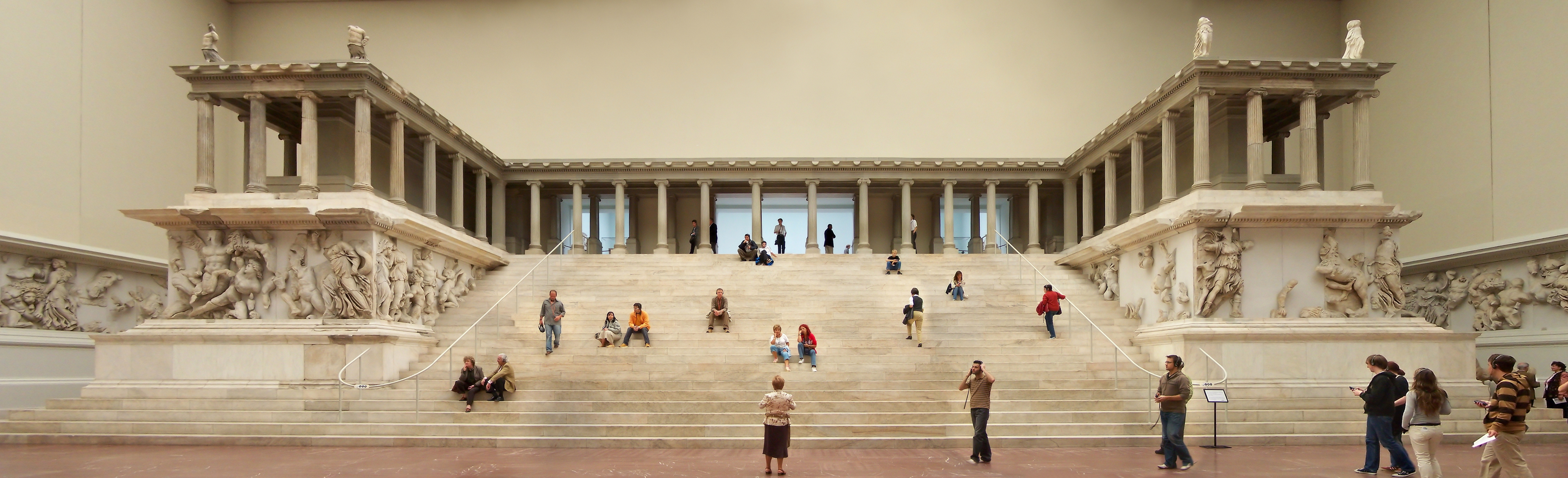
제우스의 대제단 (페르가몬 제단)

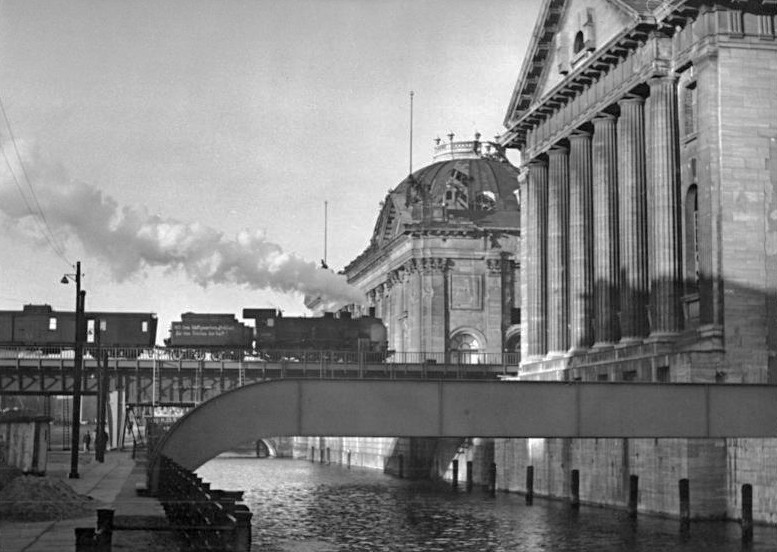
박물관섬에 위치한 페르가몬 박물관과 보데 박물관(1951년 촬영)

박물관섬에 카이저 프리드리히 박물관(현재의 보데 박물관)이 개관할 당시, 식민지에서 출토된 고고학 유물들은 전시될 공간을 찾지 못해 독일 내의 여러 박물관으로 분산된 상황이었다. 유적 발굴은 바빌론, 우루크, 아슈르, 밀레토스, 프리에네 및 이집트 등 각지에서 진행되고 있었으나, 독일 내 박물관들의 크기가 워낙 작아 이곳에서 발굴된 많은 양의 유물들을 한 자리에 모아놓고 전시하는 것이 불가능했던 것이다. 이에 1907년 초, 카이저 프리드리히 박물관의 관장이던 빌헬름 폰 보데는 고대 유물들을 수용할 새 박물관을 건설할 계획을 제출한다.
새 박물관의 기획은 1907년부터 시작되었으나, 설계가 한창이던 1909년에 알프레트 메셀이 사망하고 그의 절친한 친구였던 루트비히 호프만이 이어 받는 등의 일 때문에 실제 착공은 1910년이 되어서야 가능했다. 박물관 건설 작업은 세계 제1차 대전과 1920년대의 대공황 속에서도 계속되다가, 마침내 1930년에 이르러 개관되었다.
페르가몬 박물관은 제2차 세계 대전 말미에 일어난 베를린 공방전 당시 엄청난 피해를 입었다. 전시품들 중 다수가 안전한 곳으로 옮겨졌으며, 이관이 불가능한 거대 전시품의 경우 가벽을 설치해 보호하기도 했다. 1945년, 베를린에 입성한 소련의 붉은 군대는 '유물 보호'를 내세워 많은 전시품을 수거하였으나, 이는 허울일 뿐 실제로는 다수 전시품이 전리품처럼 여겨졌다. 이들 중 많은 수가 1958년까지 동독에 인양되었으나, 가치가 현격한 것들은 여전히 러시아의 푸시킨 박물관이나 에르미타주 박물관 등에 보관되고 있었다. 이에 독일의 반환요구가 거세지자, 러시아는 독일과 조약을 맺어 나머지 전시품의 반환을 약속했으나 2003년 6월, 이 조약이 러시아 국내법에 저촉된다는 이유로 아직까지 반환이 이루어지지 않고 있다.

## 전시품
페르가몬 박물관이 전시하고 있는 주요 유물은 아래와 같다.

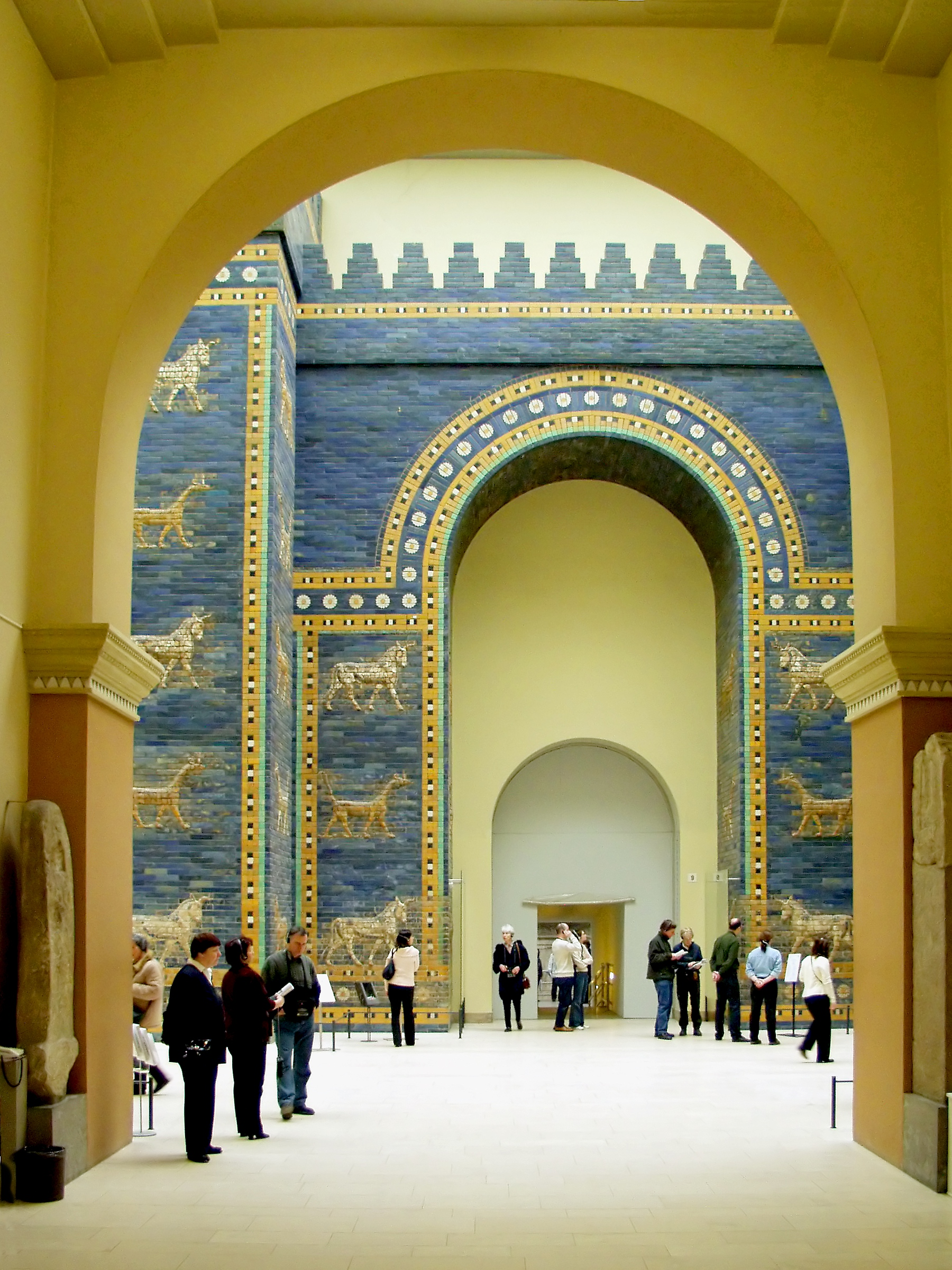
이슈타르 문

- 제우스의 대제단
- 밀레토스의 시장문
- 바빌론의 이슈타르 문과 '행렬의 길'
- 요르단의 므샤타 궁전 유적

### 고대 유물 전시관 (Antikensammlung)
현재 페르가몬 박물관 내 전시되고 있는 고대 유물들은 대부분 브란덴부르크의 선제후가 취미삼아 모은 수집품들로 이루어져 있다. 이 유물들이 부분적으로마나 일반에 처음 공개된 것은 알테스 박물관이 개관한 1830년이었다. 이후 올림피아, 사모스, 페르가몬, 밀레토스, 프리에네, 마그네시아, 키프로스와 디디마 등지에서 추가로 발굴이 이뤄지며, 박물관의 고대 유물 소장품이 늘어나게 되자 일부 유물들을 알테스 박물관(베를린 구 박물관)으로 옮겨 전시하고 있다.
전시품들은 주로 아르카익 시대부터 헬레니스틱 시대까지의 고대 그리스와 고대 로마의 건축, 조각, 비문, 모자이크, 동상, 보석, 도자기 등으로 이루어져 있다.
이들 중 대표적인 전시품은 기원전 2세기 경 지어진 제우스의 대제단(페르가몬 제단)과 밀레토스의 시장문으로, 이 중 제우스의 대제단은 거인들과 신들의 전쟁을 묘사한 높이 113미터의 프리즈(소벽)로 잘 알려져 있다.
제2차 세계 대전 중 일부 전시품들은 포화를 피해 안전한 곳으로 이동되었다가, 연합군의 분할점령으로 독일이 갈라지자 페르가몬 박물관으로 돌아가지 못하기도 했다. 페르가몬 박물관은 동독에서 1959년에 재개관 하였으며, 통독 전까지 서독 측에 옮겨졌던 전시품들은 샤를로텐부르크 성에서 전시되었다가 1995년에 다시 페르가몬 박물관으로 이관되었다.

### 이슬람 미술관 (Museum für Islamische Kunst)
이 전시관에서 전시되는 이슬람 유물들은 주로 스페인과 인도 등지에서 출토된, 8세기에서 19세기 사이의 것들이다. 대표적인 전시물은 므샤타 궁전 유적으로 현재의 요르단인 암만의 남쪽 지역에 위치한, 미완의 초기 이슬람식 궁전을 일부 옮겨온 것이다. 이는 오스만 제국의 술탄인 압둘 아미드 2세가 빌헬름 2세에게 선물한 것으로 전해진다. 궁전 유적의 일부는 아직까지 요르단에 있다.
또 다른 볼거리는 알레포 방이다.

### 중동 전시관 (Vorderasiatisches Museum)
중동 전시관은 아시리아와 수메르, 바빌로니아 등지에서 독일 고고학자 등에 의해 발굴된 유물들을 전시하고 있다.
대표적인 전시품으로는 이슈타르 문과 바빌론의 행렬의 길과 함께 네부카드네자르 3세의 권좌를 들 수 있다.

## 사진

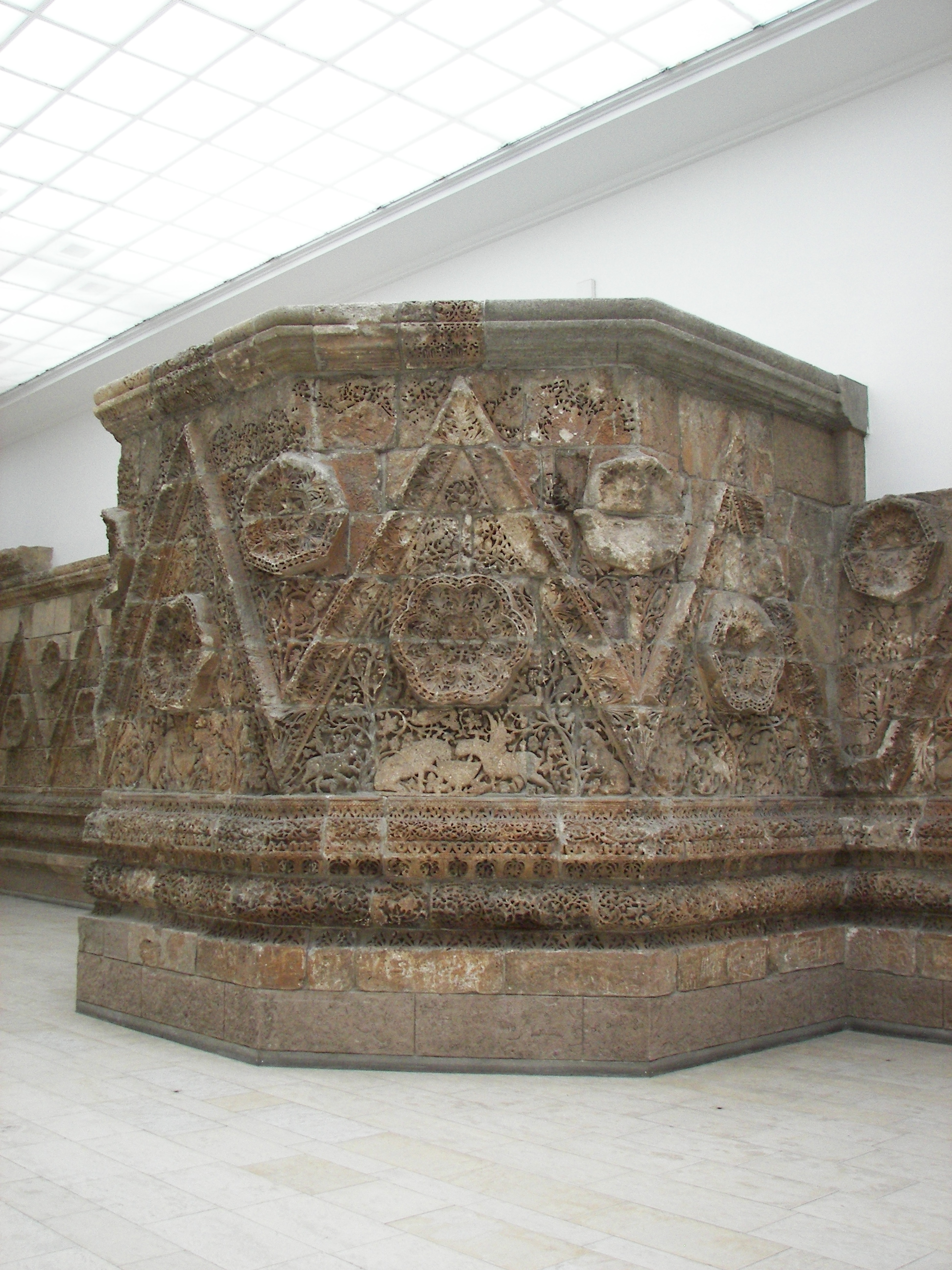
므샤타 궁전의 벽
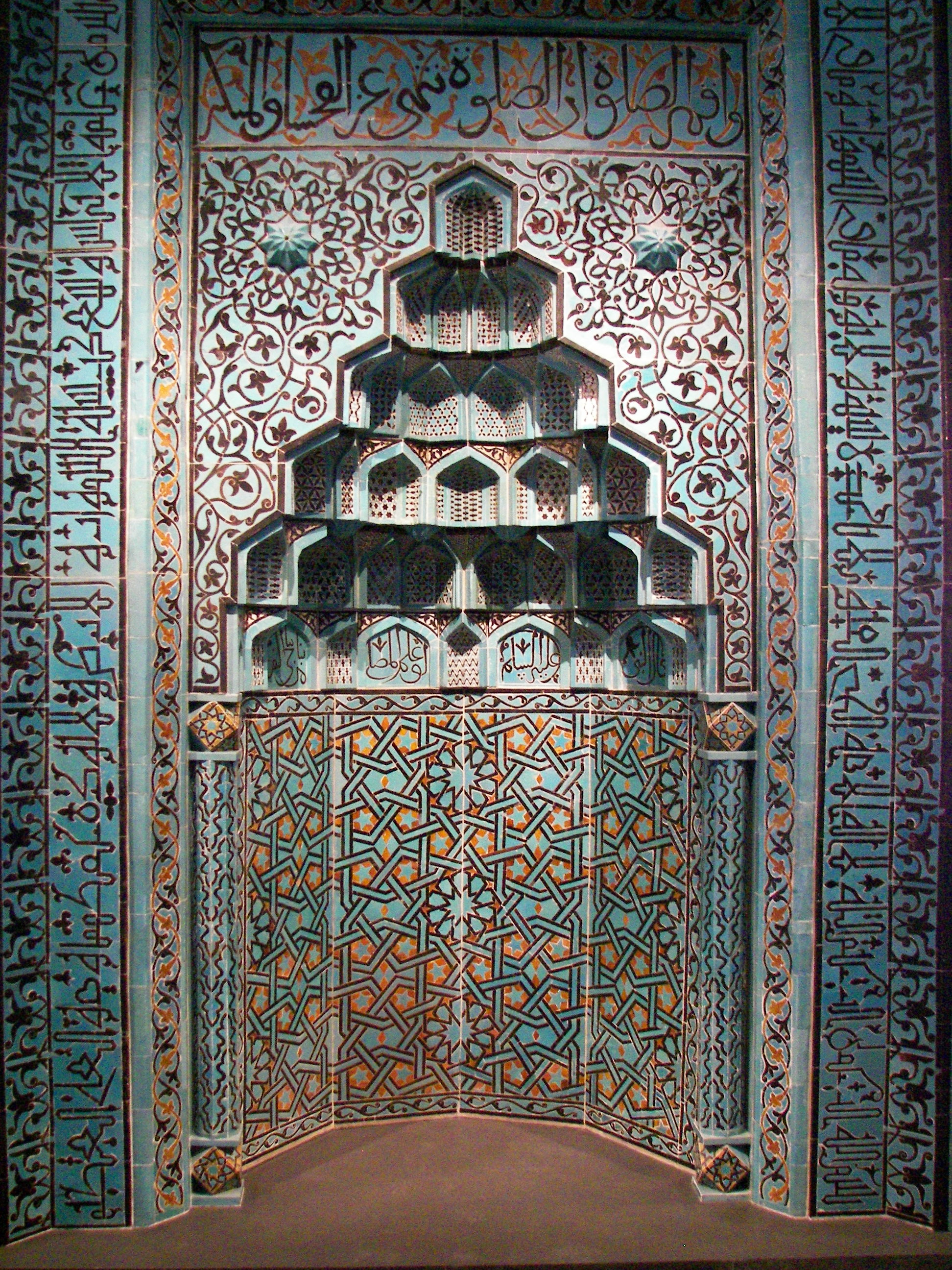
이슬람 회화
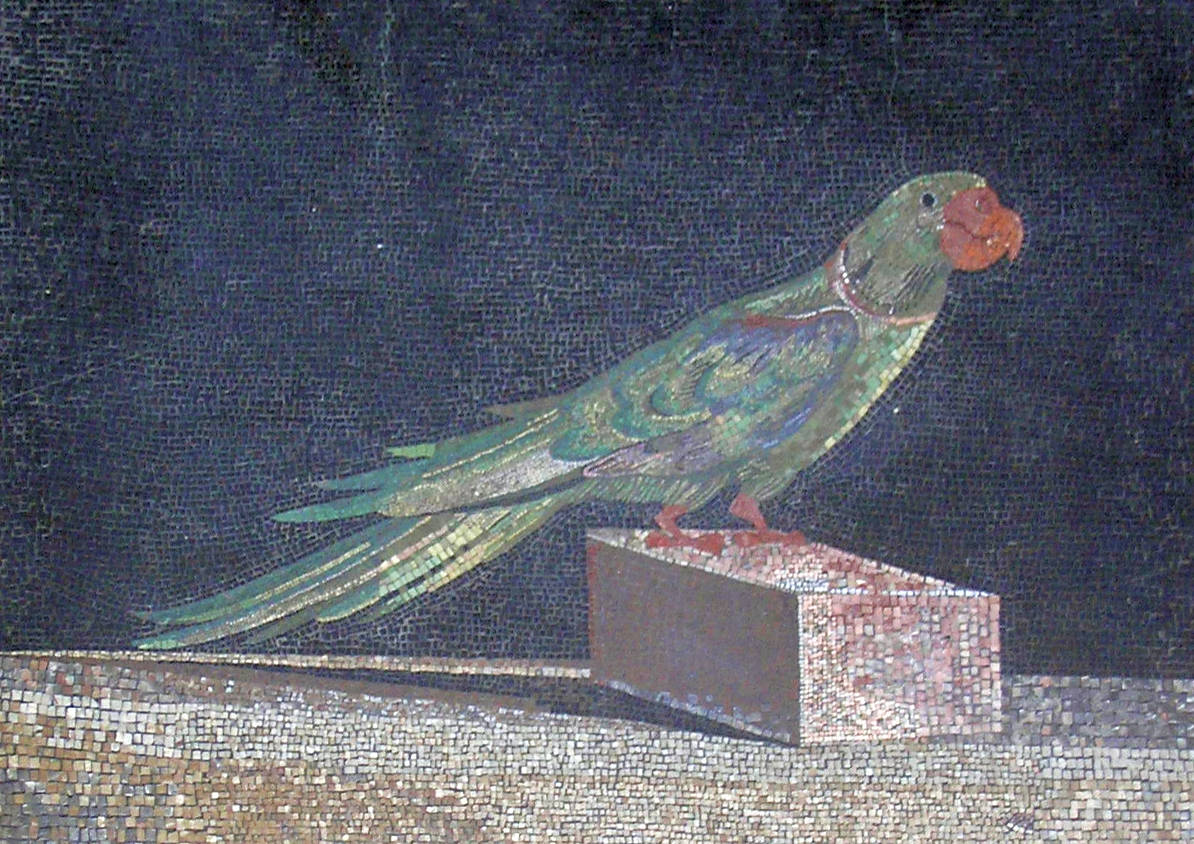
제우스의 대제단에서 발견되는 새 모자이크.